# Robert Berner
Robert A. Berner (ur. 25 listopada 1935 w Erie, Pensylwania, zm. 10 stycznia 2015 w New Haven, Connecticut) – amerykański geochemik, geofizyk, paleoklimatolog, profesor Uniwersytetu Yale (The Department of Earth & Planetary Science) twórca pierwszych modeli obiegu węgla w przyrodzie, modeli klimatycznych, np. BLAG Model, GEOCARB III, GEOCARBSULF (zob. postęp nauk o Ziemi i prognozowanie przyszłości).
Jest uważany za twórcę współczesnej geochemii. Pełnił funkcję prezesa Geochemical Society. Otrzymał liczne wyróżnienia naukowe (np. Guggenheim Fellow w 1972, funkcja redaktora American Journal of Science). W 1987 roku został członkiem National Academy of Sciences.

## Życiorys

### Dzieciństwo
Robert Arbuckle Berner urodził się 25 listopada 1935 roku w Erie (Pensylwania). Jego rodzicami byli Paul Nau Berner i Priscilla Antoinette Berner. Miał starszego brata Paula Clemensa (ur. 1928), późniejszego geologa ropy naftowej.

### Młodość
Początkowo najbardziej interesował się chemią. W 1953 roku podjął studia w tym kierunku na Uniwersytecie w Purdue. Już po ok. dwóch miesiącach uznał, że w Purdue University kładziono zbyt duży nacisk na umiejętności inżynierskie i przeniósł się do Uniwersytetu Michigan. Wspominał, że nudził się na zajęciach w laboratorium chemicznym. Myślał o studiowaniu fizyki, matematyki, a nawet filozofii, jednak za namową brata ostatecznie wybrał kierunek geologia. Otrzymał stopnie:
- 1957 – Bachelor of Science
- 1958 – Master of Science

Kończąc studia magisterskie ponownie rozważał podjęcie pracy w przemyśle naftowym lub badań w Northwestern University u W. Krumbeina, współpracownika R. Garrelsa. Był też zachęcany do podjęcia pracy doktorskiej w Harvardzie z młodym sedymentologiem, Raymondem Sieverem. Ostatecznie wybrał pracę naukową.
W 1962 roku otrzymał stopień Doctor of Philosophy (zob. doktorat w krajach anglosaskich) na Uniwersytecie Harvarda na podstawie pracy nt. Experimental studies of the formation of sedimentary iron sulfides (opiekun naukowy: Raymond Siever), a w 1963 roku odbył studia podoktoranckie w Instytucie Oceanografii Scrippsów (badania osadów dennych w Zatoce Kalifornijskiej, opiekun naukowy: Melvin Norman Adolph Peterson).
Duży wpływ na wybór dróg naukowych Roberta Bernera na wielkim interdyscyplinarnym obszarze „od czarnego błota do nauk o systemie Ziemi” wywarła wszechstronność zainteresowań i wiedza Alfreda C. Redfielda („grand old man of the Woods Hole Oceanographic Institution”), w którego zespole Berner spędził lato realizując program pracy magisterskiej. W zakres tej pracy wchodziły badania skał osadowych eocenu w hrabstwie Huerfano, które były wykonywane m.in. w czasie letnich obozów studentów geologii strukturalnej. W zajęciach uczestniczyła m.in. Elizabeth Kay (Betty) – córka znanego profesora geologii (Marshall Kay), przyszła żona i wieloletnia bliska współpracowniczka Roberta Bernera (współautorka książek).

### Miejsca pracy naukowej i dydaktycznej
- 1962–1963 – Sverdrup Postdoctoral Fellow Scripps Inst. of Oceanography (zob. Harald Sverdrup)
- 1963–1965 – Uniwersytet Chicagowski, Assistant professor (geologia i geofizyka)[22][23]
- od 1965 – Uniwersytet Yale[d][22][5]

1965–1971 – Assoc. Professor
1971–1987 – Professor
1987–2006 – Alan M. Bateman Professor
2007–2015 – Bateman Professor Emeritus

## Zakres badań naukowych
Pierwszy naukowy artykuł Roberta Bernera dotyczył zagadnień mieszczących się na pograniczu chemii nieorganicznej i krystalochemii. Dotyczył odkrycia w warunkach laboratoryjnych nieopisanego wcześniej tetragonalnego siarczku FeS. Został opublikowany w Science w 1962 roku. Dwa lata później następne artykuły Bernera opublikowano w The Journal of Geology (Iron Sulfides Formed from Aqueous Solution at Low Temperatures and Atmospheric Pressure) i w Marine Geology(Distribution and diagenesis of sulfur in some sediments from the Gulf of California), co ilustruje rozszerzanie się zainteresowań autora od jednoznacznie zdefiniowanych nauk podstawowych poprzez geochemię w kierunku nieustannie rozwijanych nauk o systemie Ziemi.
Swój bogaty i różnorodny dorobek naukowy Robert Berner wyrywkowo opisał w opracowanej w 2013 roku „autobiografii naukowej” zatytułowanej From black mud to earth system science („Od czarnego błota do nauk o systemie Ziemi”). W opracowaniu wspomniał osiągnięcia w wielu dziedzinach (chemia, geochemia, mineralogia, sedymentologia, biologia, termodynamika, matematyczne modelowanie przepływów energii i materii w geosferach i między nimi itp.), pozwalających opisać oddziaływania wszystkich elementów ziemskiego systemu, w tym systemu klimatycznego. Scharakteryzował wkład licznych współpracowników, bez których interdyscyplinarne badania nie byłyby możliwe. Zamieszczone w autobiografii opisy przebiegu badań (np. w warunkach terenowych) przybliżają specyficzne emocje towarzyszące współpracy z autorytetami naukowymi i z zafascynowaną młodzieżą.
W prologu autor przedstawił zamiar ogólnego opisania zasad chemicznych, które stosował przez 55 lat badań rozwiązując różne problemy geologiczne, od mineralogii siarczków żelaza, przez chemiczne przemiany węglanów w oceanach, chemię powierzchni minerałów krzemianowych, przemiany biogeochemiczne zachodzące w czasie procesów wczesnej diagenezy, procesy kształtowania się fitocenoz uczestniczących w wietrzeniu itp. Wyniki wielu różnorodych pomiarów umożliwiły podjęcie prób identyfikacji systemu Ziemi i opracowania matematycznych modeli zmian stężenia atmoferycznego tlenu i dwutlenku węgla w atmosferze.

This may seem excessively broad but my approach to science has been and will be eclectic for which I do not apologize. My guiding principle is “How can chemical measurement or chemical theory solve a given problem?

Wyniki pomiarów terenowych i laboratoryjnych oraz dane proxy R. Berner od wczesnych lat 1980. wykorzystywał tworząc matematyczne modele procesów zachodzących na Ziemi w fanerozoiku. Modele umożliwiają prognozowanie kierunków i szybkości zmian zachodzących współcześnie, np. tworzenie modeli klimatycznych opartych na modelowaniu obiegu węgla, tlenu i innych pierwiastków w przyrodzie.

## Publikacje
Zakres modelowania ilustrują tytuły części publikacji z lat 1984–2006 (R. Berner i współautorzy):
- The role of sedimentary organic matter in  bacterial sulfate reduction: The G model tested(1984)[27]
- A model for atmospheric CO2 over phanerozoic time (1991)[28]
- The carbon cycle and CO2 over Phanerozoic time: the role of land plants (1998)[29]
- A New Look at the Long-term Carbon Cycle (1999)[30]
- Geocarb III: A Revised Model of Atmospheric CO2 over Phanerozoic Time (2001)[2]
- Examination of hypotheses for the Permo–Triassic boundary extinction by carbon cycle modeling (2002)[31]
- The long-term carbon cycle, fossil fuels and atmospheric composition (2003)[32]
- The Phanerozoic Carbon Cycle: CO2 and O2 (2004)[33]
- CO2 as a primary driver of Phanerozoic climate climate (2004)[34]
- GEOCARBSULF: A combined model for Phanerozoic atmospheric O2 and CO2 (2006)[3]

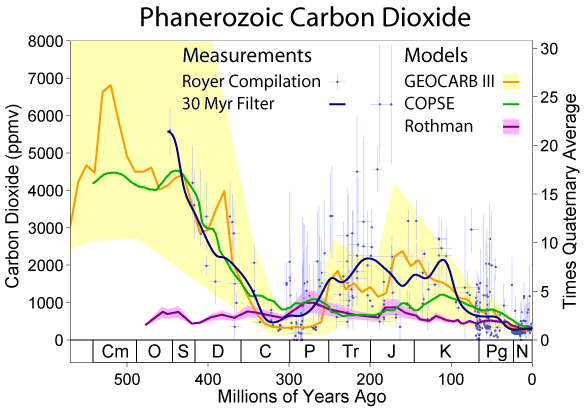
Oszacowane stężenia CO_{2} w atmosferze Ziemi w fanerozoiku (GEOCARB-III – R. Berner, Z. Kothavala, 2001)

Oszacowania średnich globalnych wartości temperatury w czasie ostatnich 540 mln lat (540–65 mln – dane R. Bernera i wsp.)

Publikacje R. Bernera i współautorów były wielokrotnie cytowane przez innych autorów.
| N    | Pozycja piśmiennictwa | rok publ. |
| ---- | --- | --------- |
| 4919 | RA Berner, Early diagenesis (wyd. I 1980) | 2020      |
| 2700 | RA Berner, Sedimentary pyrite formation: an update, Geochimica et cosmochimica Acta, 48 (4), 605-615 | 1984      |
| 2329 | RA Berner, AC Lasaga, RM Garrels (BLAG), The carbonate-silicate geochemical cycle and its effect on atmospheric carbon dioxide over the past 100 million years, American Journal of Science 283, 641-683 | 1983      |
| 2270 | RA Berner, GEOCARB II: A revised model of atmospheric CO2 over phanerozoic time, American Journal of Science, 294 (1)                                                                                    | 1994      |
| 2144 | RA Berner, Sedimentary pyrite formation, American journal of science 268 (1), 1-23 | 1970      |
| 2037 | RA Berner, RA Berner, Principles of chemical sedimentology McGraw-Hill | 1971      |
| 1936 | J Hansen, M Sato, P Kharecha, D Beerling, R Berner, V Masson-Delmotte Target atmospheric CO2, Where should humanity aim?                                                                                 | 2008      |
| 1525 | EK Berner, RA Berner, Global environment: water, air, and geochemical cycles, Princeton University Press                                                                                                 | 2012      |
| 1436 | RA Berner, Z Kothavala GEOCARB III: a revised model of atmospheric CO2 over Phanerozoic time, American Journal of Science 301 (2), 182-204                                                               | 2001      |
| 1363 | RA Berner, A new geochemical classification of sedimentary environments, Journal of Sedimentary Research 51 (2), 359-365                                                                                 | 1981      |
| 1314 | EK Berner, RA Berner, The global water cycle: geochemistry and environment (Uniwersytet Kalifornijski)                                                                                                   | 1987      |
| 1304 | DE Canfield, R Raiswell, JT Westrich, CM Reaves, RA Berner, The use of chromium reduction in the analysis of reduced inorganic sulfur in sediments and shales, Chemical geology 54 (1-2), 149-155        | 1986      |
| 1196 | RA Berner, Burial of organic carbon and pyrite sulfur in the modern ocean: its geochemical and environmental significance, Am. J. Sci. (United States), 282                                              | 1982      |
| 1115 | RA Berner, JT Westrich, The role of sedimentary organic matter in bacterial sulfate reduction: The G model tested1, Limnology and oceanography 29 (2), 236-249                                           | 1984      |
| 1064 | RA Berner, R Raiswell, Burial of organic carbon and pyrite sulfur in sediments over Phanerozoic time: a new theory, Geochimica et Cosmochimica Acta 47 (5), 855-862282                                   | 1983      |

## Odznaczenia i wyróżnienia
Na stronie internetowej Uniwersytetu Yale zamieszczono wykaz:
- Most Cited Scientist, Institute for Scientific Information
- Alfred P. Sloan Fellow in the Physical Sciences, 1968-1972
- Mineralogical Society of America Award, 1971
- Guggenheim Fellow, 1972
- Member, U.S. National Academy of Sciences
- Member, Connecticut Academy of Science and Engineering
- Fellow, American Academy of Arts and Sciences
- Doctor Honoris Causa, Universite Aix-Marseille III (France), 1991
- Huntsman Medal in Oceanography (Canada) 1993
- V. M. Goldschmidt Medal (Geochemical Society) 1995
- Murchison Medal. Geological Society of London, 1996
- Arthur L. Day Medal, Geological Society of America, 1996
- Fellow,  Geochemical Society, 1996
- Bownocker Medal, Ohio State University, 2001
- Vernadsky Medal, Intl. Assn. Geochemistry, 2012
- Benjamin Franklin Medal, Franklin Insitute, 2013

## Muzyka
Obok nauki ważne miejsce w życiu Roberta Bernera zajmowała muzyka – załącznik pt. My musical background zamieścił w naukowej autobiografii (From black mud to earth system science: A scientific autobiography). Jego talent muzyczny ujawnił się już we wczesnym dzieciństwie. Jako kilkuletnie dziecko odtwarzał na fortepianie usłyszane utwory, a po ukończeniu 5 lat komponował własne melodie. Lekcje gry na pianinie, na które nalegała matka, porzucił po kilku miesiącach. Był znudzony ćwiczeniami palców pianisty, ale wciąż chętnie grał własne melodie.

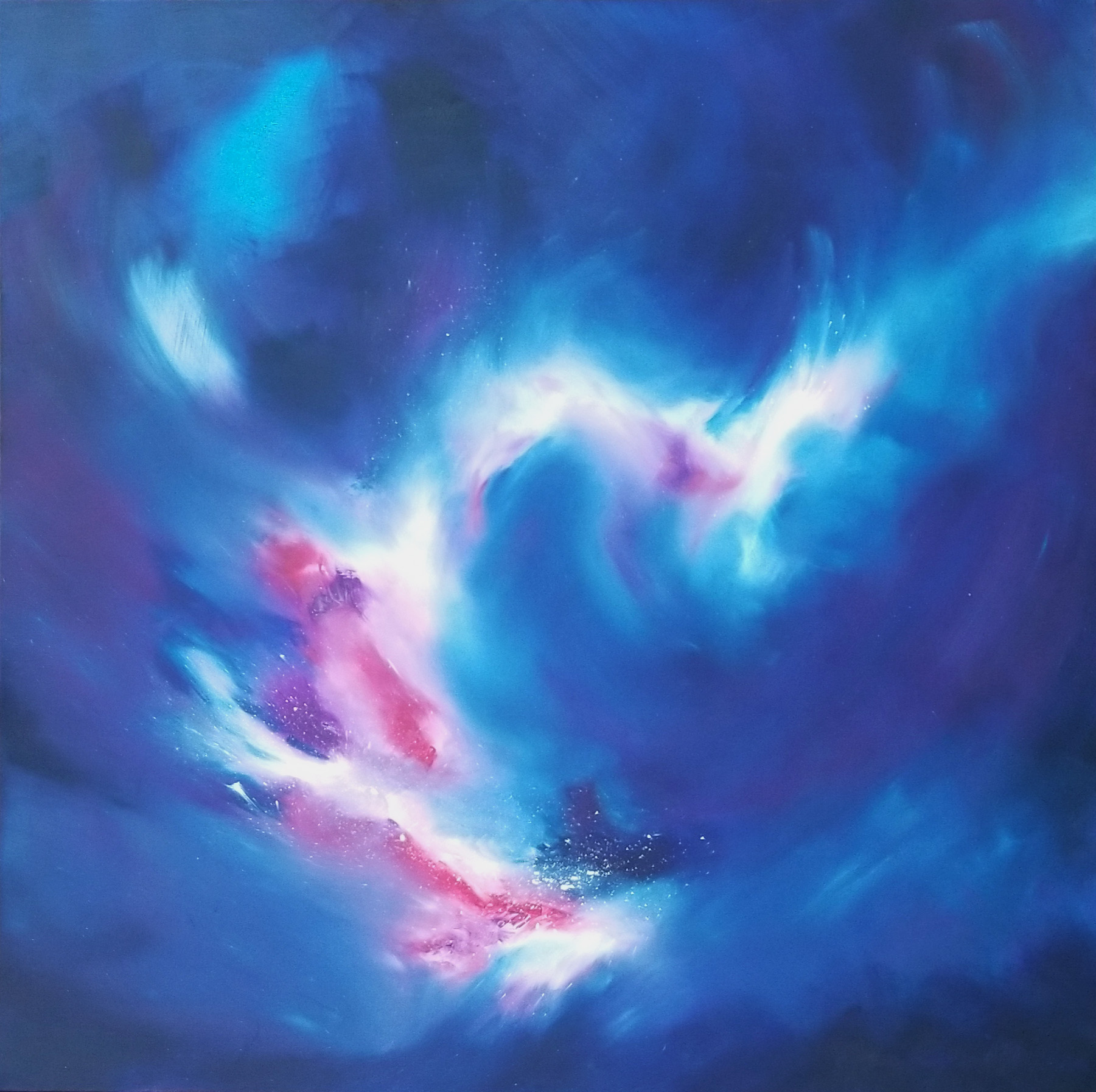
Suite bergamasque Clair de Lune (mal. Cassandra Miller)

Jako kilkunastolatek był zachwycony utworem „Laura” (część Claire de Lune Debussy'ego) i stosowaniem dziewiątych akordów (zob. nazwy i symbole akordów). Pod tym wpływem w wieku 17 lat skomponował utwór, który zadedykował dziewczynie z liceum, a później żonie, Betty. W 1955 roku uczęszczał (ulegając matce) na letnie zajęcia Music School of Albion University, działającej w Petoskey (Michigan). Jego nauczycielem był tam  F. Dudleigh Vernor (1892-1974), znany organista, kompozytor Sweetheart of Sigma Chi (nie wykazał zainteresowania kompozycjami Bernera, zachęcając do ćwiczeń palców).
Lato 1956 roku spędził pracując w Salt Lake City dla firmy naftowej. Mieszkał wówczas w kampusie University of Utah, gdzie miał dostęp do fortepianu. Pracował nad koncertem fortepianowym, w którym akompaniament orkiestrowy zastąpił drugą częścią fortepianową. Przez następne 50 lat tylko sporadycznie zajmował się komponowaniem utworów fortepianowych (część z nich zarejestrował). W 2006 roku z radością odkrył i opanował możliwości syntezatora, pozwalającego tworzyć koncerty na wiele instrumentów i chóry. Do 2012 roku opracował i zarejestrował 45 oddzielnych utworów, udostępnionych w sieci (bez zapisu nielubianej i niemal zapomnianej notacji muzycznej).

## Życie prywatne
Robert Berner zawarł małżeństwo z Elizabeth Marshall Kay w 1959 roku. Robert i Elizabeth mieli troje dzieci (John, Susan i James) oraz siedmioro wnucząt. R. Berner dzielił z żoną życie zawodowe i prywatne, utrzymując równowagę między tymi sferami. Współpracownicy serdecznie wspominają pasję Roberta do muzyki, baseballu i wina. Wspólna książka Boba i Betty pt. The Global Water Cycle (1987) powstała, gdy dzieci rozpoczęły college.